# Église Notre-Dame-de-l'Assomption de Trois-Rivières
Pour les articles homonymes, voir Église Notre-Dame-de-l'Assomption.
 (avril 2024).
L'église Notre-Dame-de-l'Assomption est une église catholique située à Trois-Rivières en Guadeloupe, dédié à l'Assomption de la Vierge Marie et rattachée au diocèse de Basse-Terre et Pointe-à-Pitre. L'édifice est construite vers 1930 sur les plans de l'architecte Ali Tur, à qui ont doit aussi les églises de Sainte-Anne, Lamentin ou Baie-Mahault.

## Historique
Si plusieurs édifices se sont successivement succédé depuis une chapelle primitive établie dans la seconde moitié du XVIIe siècle, l'ouragan Okeechobee a dévasté l'île en 1928 et la reconstruction de l'église est confiée à l’architecte Ali Tur. L'église fait l'objet d'une adjudication le 27 novembre 1930 pour 920 000 francs.
L'église est fermée au public depuis le 22 juillet 2020 en raison de dégradations compromettant la sécurité des publics. En février 2022, une commission s'est rendu sur place dans le but d'inscrire l'édifice au titre monument des monuments historiques.
En 2024, l'église figure parmi les dix-huit sites emblématiques du septième Loto du patrimoine,

## Architecture et ornements
L'église, sans transept, présente une nef centrale flanquée de bas-côtés.